# Mahamat Saleh Annadif
Mahamat Saleh Annadif, né en décembre 1956 à Arada, est un homme politique et diplomate tchadien chevronné qui a occupé divers rôles éminents. Il a été ministre des Affaires étrangères du gouvernement tchadien de 1997 à 2003. Entre 2006 et 2010, il a également été représentant permanent de l’Union africaine auprès de l’Union européenne. De 2015 à 2021, il a été Représentant spécial du Secrétaire général au Mali. De plus, de 2022 à 2023, il a été Chef du Bureau des Nations Unies pour l’Afrique de l’Ouest et le Sahel (UNOWAS). Par ailleurs, il a repris son rôle de ministre des Affaires étrangères et a occupé simultanément le poste de ministre d’État d’octobre 2022 jusqu’à la fin de la phase de transition tchadienne en mai 2024, jouant un rôle crucial dans la facilitation de cette transition.

## Biographie

### Jeunesse et carrière
Mahamat Saleh Annadif est né à Arada, au Tchad, et est issu de la communauté arabe rizeigat mahariya.
Il a travaillé au département des télécommunications du Bureau national des Postes et Télécommunications (ONTP) de 1981 à 1982, puis rallie le Front de libération nationale du Tchad / Conseil révolutionnaire démocratique FROLINAT / CDR dont il est responsable de l'information de 1982 à 1985. Ensuite, il est deuxième vice-président de FROLINAT / CDR de 1985 à 1988.

### Engagements au sein du PLD
En 1990, Hissein Habré est chassé par Idriss Deby Itno qui devient le nouveau président du Tchad. Le multipartisme est alors instauré à nouveau. Mahamat Saleh Annadif, avec Ibn Oumar Mahamat Saleh et plusieurs autres intellectuels, créé en 1993 le Parti pour les Libertés et le Développement (PLD).
Après près de huit ans, Annadif quitte le PLD et se rallie à Idriss Deby Itno en 2001. Depuis lors, il se sépare d'Ibn Oumar qui deviendra un opposant farouche au régime de Deby jusqu'à son enlèvement et sa disparition en 2008.

### Rôles au gouvernement
Mahamat Saleh Annadif est secrétaire d'État à l'Agriculture de 1989 à 1990. Plus tard, il est directeur général de l'ONTP de 1995 à 1997. 
Il est nommé ministre des Affaires étrangères le 21 mai 1997.
En janvier 2003, il signe un accord de paix avec Mahamat Garfa, chef de l'Alliance nationale de la résistance rebelle (ANR), à Libreville, au Gabon, prévoyant un cessez-le-feu et la réinsertion des rebelles dans la société. Il est remplacé en 2003 par Nagoum Yamassoum après six ans de fonctions. Plus tard, il est nommé directeur du cabinet du président Idriss Déby, prenant ses fonctions le 9 septembre 2004. Il est ensuite nommé représentant permanent de l'Union africaine auprès de l'Union européenne en mai 2006.
Annadif est nommé secrétaire général de la présidence en avril 2010.
Le 17 avril 2012, Annadif est arrêté pour suspicion de détournement de fonds. Il nie les accusations et est libéré le 17 juillet 2012.
En octobre 2022, après la fin du dialogue national inclusif et souverain, un nouveau gouvernement est nommé. Mahamat Saleh Annadif est nommé ministre d'État, ministre des Affaires étrangères du gouvernement du Premier ministre Saleh Kebzabo. En janvier 2024, Annadif est reconduit dans le gouvernement de Succès Masra.
Après la formation du gouvernement à la suite des élections présidentielles du 6 mai 2024 où Mahamat Idriss Deby Itno est sorti vainqueur, Annadif ne sera pas reconduit à son poste de chef de la diplomatie tchadienne. Abderamane Koulamallah le succède à la tête de ce ministère. 

### Rôles dans la politique internationale
Mahamat Saleh Annadif est nommé représentant spécial de l'Union africaine pour la Somalie et le chef de la Mission de l'Union africaine en Somalie (AMISOM) le 1er novembre 2012. À ce titre, il supervise 22 000 soldats, principalement d'Ouganda, du Burundi, du Kenya, d'Éthiopie, de Djibouti et de Sierra Leone.
En décembre 2015, il est nommé par le secrétaire général des Nations unies, Ban Ki-moon, en tant que représentant spécial pour le Mali et chef de la Mission multidimensionnelle intégrée des Nations unies pour la stabilisation au Mali (MINUSMA), en remplacement de Mongi Hamdi qui démissionne après juste une année au milieu des difficultés à mettre en œuvre un accord de paix et à l'amélioration de la sécurité dans le Nord du pays.
Annadif est membre du Conseil consultatif international de l'Organisation africaine de la presse.
En mars 2021, Saleh Annadif est nommé au poste de représentant spécial du secrétaire général de l'ONU en Afrique de l'Ouest et au Sahel. Il remplace Mohamed Ibn Chambas et est remplacé par le Mauritanien El Ghassim Wane à la tête de la MINUSMA.